# Čeboksary
Čeboksary (rusky Чебокса́ры, čuvašsky Шупашкар Šupaškar) je město v evropské části Ruské federace. Město je říčním přístavem na Volze a hlavním městem Čuvašska. Žije zde přibližně 496 tisíc obyvatel, nedaleko města se nachází satelitní město Novočeboksarsk se 125 000 obyvateli.

## Historie

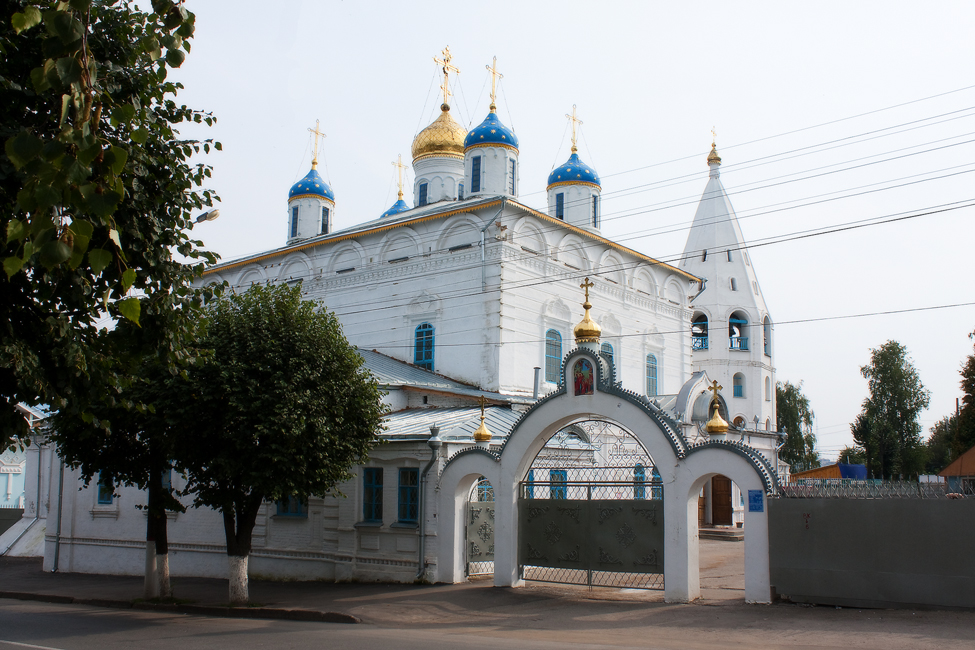
Katedrála Uvedení přesvaté Bohorodice v Čeboksarech

Archeologické vykopávky ukázaly, že na místě dnešního města vzniklo první osídlení na přelomu 13. a 14. století, jednalo se o bulharsko-čuvašskou osadu. Na velké mapě Benátčanů Francesca a Dominica Piziganiových z roku 1367 je na místě Čeboksary zakreslena podoba města bez udání názvu. 
Ruské kroniky poprvé zmiňují Čeboksary v roce 1469, když tudy postupovali ruští vojáci na východ ke Kazani během války s Tatary. Za tatarské nadvlády neslo název Çabaqsar, z něhož časem vznikl dnešní ruský název. V té době bylo osídleno pouze Tatary a Čuvaši. Když ho roku 1555 získali Rusové, vybudovali zde pevnost a osadu, na další dvě století tu sídlila vojenská posádka. Poté se postupně měnil charakter města, a to z vojenské osady na obchodní křižovatku celého Povolží. V roce 1781 získalo status města v Kazaňské provincii. Na začátku 19. století už mělo pilu a několik malých manufaktur, žilo zde 5 500 obyvatel. Vznikla banka, obchody, katedrála a stavěly se kostely.
Narodil se zde generál Pavel Lebeděv.

## Ekonomika
Čeboksary leží nedaleko Čeboksarské vodní elektrárny (instalovaný výkon 1 370 MW energie). Ve městě jsou továrny na výrobu zemědělských strojů, zpracování dřeva, bavlny a na výrobu elektronických součástek. Kromě přístavu je zde také letiště.
Po druhé světové válce se začalo s celostátní podporou rozvoje chmelařství, které zde má několikasetletou tradici. Od rozpadu SSSR je pěstování chmele na ústupu.

## Kultura
Ve městě je mnoho divadel hrajících hry jak v ruštině, tak v čuvaštině, baletní a operní scéna a filharmonický orchestr. Nachází se tu také jediné ruské muzeum piva.